# 費爾智慧防毒
費爾托斯特安全是由中國大陸的費爾安全實驗室開發的殺毒軟件，由北京费尔之盾科技有限公司开发。2012年9月29日推出V8版本，并更名为费尔智能杀毒。官方称新版本融合了多项顶级防御技术，如主动防御、虚拟机启发、智能黑盒、云安全等。迄今为止，费尔杀毒软件未通过VB100的测试。在中国大陆，也有用户表示新版本的误报偏高。

## 费尔安全实验室
费尔安全实验室成立于2001年，创始人为朱艳辉、朱雁冰兄弟，哥哥朱艳辉毕业于河南财经大学，弟弟朱雁冰则毕业于解放军信息工程大学，实验室位于北京。现更名为北京费尔之盾科技有限公司。

## 外部連結
- 費爾安全實驗室 （页面存档备份，存于）